# Onciale 0296
- Papyrus
- Onciale
- Minuscules
- Lectionnaire

Le Codex 0296 (dans la numérotation Gregory-Aland) est un manuscrit du Nouveau Testament, sur parchemin, écrit en écriture grecque onciale. Les paléographes datent ce manuscrit du VIe siècle.

## Description
Le codex est composé de parties de la première épître de Jean et de la deuxième épître aux Corinthiens, sur deux feuillets de parchemin, de format 29 × 23,5 cm. Le texte est réparti sur deux colonnes par page et vingt-un par page en onciales[pas clair].
Ce codex est daté du VIe siècle par l'INTF,.

## Découverte

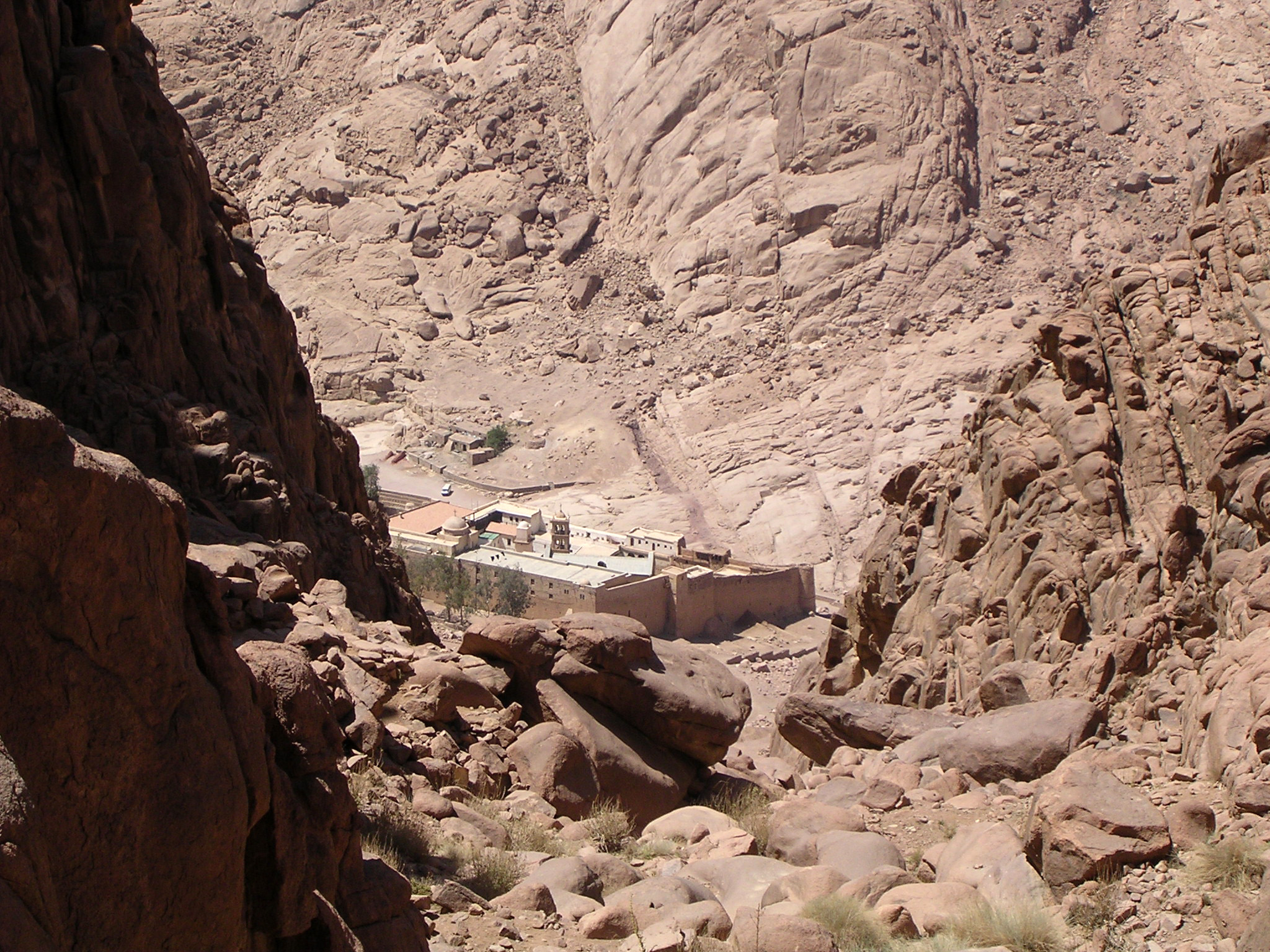
Le monastère Sainte-Catherine du Sinaï.

En mai 1975, pendant des travaux de restauration, les moines de Sainte-Catherine découvrent, sous la chapelle Saint-Georges, une pièce qui contient douze feuillets et quarante fragments de manuscrits. Parmi ces fragments, il y a l'Onciale 296, onze feuillets du Pentateuque et un feuillet du Pasteur d'Hermas, faisant partie du Codex Sinaiticus. Soixante-six autres manuscrits, en grec, du Nouveau Testament sont également découverts : les Onciales 0278 à 0295 (en) et quelques minuscules.
En 2013, le codex est conservé au Monastère Sainte-Catherine du Sinaï,.